# Hubert Teschner

Hubert Teschner

Hubert Teschner (* 15. September 1894 in Kleiditten, Landkreis Heilsberg, Ostpreußen; † 30. Juni 1969 in Rhens) war ein deutscher Politiker (Zentrum; CDU).

## Leben und Wirken
Teschner besuchte die Volksschule und die Realschule in Heilsberg, die er mit der mittleren Reife abschloss. Danach wurde er an einer landwirtschaftlichen Fachschule ausgebildet. Von 1914 bis 1918 nahm Teschner am Ersten Weltkrieg teil, zuletzt als Kompagnieführer beim 5. Gardegrenadierregiment. 1921 übernahm er das Gut seiner Eltern in Kleinditten bei Springborn. 1922 heiratete er. 
In der Weimarer Republik begann Teschner sich in der katholisch geprägten Zentrumspartei zu engagieren. Ferner war er in der landwirtschaftlichen Genossenschaftsbewegung aktiv. 1931 wurde er Vorsitzender des Vorstandes der Ermländischen Hauptgenossenschaft. Von 1932 bis 1933 gehörte er dem Preußischen Landtag an.
Bei der Reichstagswahl vom 5. März 1933 wurde Teschner als Kandidat des Zentrums für den Wahlkreis 1 (Ostpreußen) in den Reichstag gewählt, dem er bis zum November desselben Jahres angehörte. Das bedeutendste parlamentarische Ereignis, an dem er während seiner Abgeordnetenzeit teilnahm, war die Verabschiedung des Ermächtigungsgesetzes am  24. März 1933, das unter anderem mit Teschners Stimme beschlossen wurde. 1944 wurde Teschner im Rahmen der Aktion Gitter, an der er aber nicht beteiligt war, von der Gestapo verhaftet.
Nach dem Zweiten Weltkrieg trat Teschner in die Christlich Demokratische Union (CDU) ein. Von 1947 bis 1949 leitete er die Landwirtschaftliche Abteilung der CDU in der Sowjetischen Besatzungszone. 1954 regte er an, in Waldesch einen CDU-Ortsverband zu gründen. 1951 wurde Teschner für die CDU Mitglied des Landtages von Rheinland-Pfalz, dem er von 1951 bis 1959 und von 1961 bis 1963 angehörte.
Teschners Nachlass wird heute in zwei Teilnachlässen im Archiv für Christlich-Demokratische Politik der Konrad-Adenauer-Stiftung beziehungsweise im Landeshauptarchiv in Koblenz aufbewahrt.